# Reprezentacja Gruzji w piłce siatkowej mężczyzn
Reprezentacja Gruzji w piłce siatkowej mężczyzn — reprezentacja narodowa w piłce siatkowej założona w 1992 roku, występująca na arenie międzynarodowej od 1992 roku, czyli od powstania Gruzińskiego Związku Piłki Siatkowej. Od 1992 roku jest członkiem FIVB i CEV. Za jej funkcjonowanie odpowiedzialny jest Georgian Volleyball Federation (GVF).